# Somnar om
Somnar om är en svensk pop-låt och en maxisingel av den svenske artisten Olle Ljungström. Titellåten fanns även med på Ljungströms fjärde soloalbum Det stora kalaset (1998).

## Låtlista
Alla låtar komponerade av Olle Ljungström och Heinz Liljedahl, förutom spår 3 av Olle Ljungström.
1. "Somnar om" (5:03)
2. "Människor kan" (3:42)
3. "Naken" (3:28)
4. "Friheten" (4:08)

### Medverkande
- Olle Ljungström - gitarr (spår 3), sång
- Heinz Liljedahl - gitarr, piano, trummor
- Jerker Odelholm - bas, gitarr
- Peter Korhonen - trummor
- Johan Vävare - tamburin, synth
- Peter Bergkvist - trummor
- Simon Nordberg - hammondorgel
- Lars Halapi - gitarr
- Sara Isaksson- sång